# Parafia Matki Bożej Anielskiej w Starościnie
Parafia Matki Bożej Anielskiej w Starościnie – parafia rzymskokatolicka, znajdująca się w archidiecezji lubelskiej, w dekanacie Michów. 

## Historia parafii
Parafia została erygowana 8 kwietnia 1926 roku dekretem bpa Mariana Fulmana. Podczas II wojny światowej, w 1943 roku w Starościnie miał miejsce tragiczny mord na Żydach ukrywających się w kryjówce w lesie nieopodal Amelina. Zginęło wówczas około 30 osób. Do 1949 roku parafia należała do dekanatu lubartowskiego, później natomiast do garbowskiego. Od 1992 roku należy do dekanatu Michów. W latach 1926–1938 istniała tymczasowa kaplica, w której sprawowano sakramenty. Budowę plebanii i budynków gospodarczych ukończono w 1931 roku. Budowa kościoła parafialnego została uwieńczona uroczystą konsekracją, której dokonał bł. bp Władysław Goral w dzień uroczystości Wniebowstąpienia Pańskiego w 1939 roku. Kościół zbudowany jest według projektu architekta Tadeusza Witkowskiego z Lublina. Gmach kościoła jest murowany, z cegły, trzynawowy, utrzymany w stylu międzywojennym. Po obu stronach prezbiterium znajdują się zakrystie, a od frontu budynku zlokalizowana jest wieża. W ołtarzu głównym znajdują się dwa obrazy: Matki Bożej Anielskiej oraz św. Mikołaja. W ołtarzu bocznym zaś znajduje się obraz Najświętszego Serca Pana Jezusa. W niszach na zewnątrz kościoła ustawione są figury Matki Bożej Anielskiej oraz Świętych Apostołów Piotra i Pawła. Na chórze muzycznym znajdują się naturalne organy. Na dzwonnicy zawieszony jest dzwon, konsekrowany przez bpa Henryka Strąkowskiego w 1964 roku. 
Na terenie parafii w Starościnie znajduje się kaplica p.w. Matki Bożej Królowej Polski, która została zbudowana przez mieszkańców Amelina. Jej budowę rozpoczęto pod koniec roku 1980. W niedzielę 15 lutego 1981 roku ówczesny proboszcz ks. Jan Bednara poświęcił kaplicę, inaugurując tym samym regularne odprawianie niedzielnych Eucharystii. 
Parafia p.w. Matki Bożej Anielskiej w Starościnie obecnie liczy 766 wiernych. 

## Proboszczowie parafii
Źródło:
- 1926−1928 - ks. Józef Baranowski
- 1928−1943 - ks. Stanisław Świostek
- 1943−1951 - ks. Grzegorz Polichowski
- 1953−1956 - ks. Kazimierz Gąsiorowski
- 1956−1971 - ks. Kazimierz Łęczycki
- 1971−1975 - ks. Edward Kłopotek
- 1975−1984 - ks. Jan Bednara
- 1984−1989 - ks. mgr Czesław Furtak
- 1989−2012 - ks. Jan Jedliński
- 2012−obecnie - ks. dr Wojciech Różyk